# ガンツ (宇宙戦艦ヤマト)
ガンツは、アニメ『宇宙戦艦ヤマト』『宇宙戦艦ヤマト2199』の登場人物。声優は緒方賢一（『ヤマト』）、チョー（『2199』）。

## 宇宙戦艦ヤマト
ガミラス冥王星前線基地副司令官として、司令官のシュルツを補佐する。
第4話から登場。シュルツの命令下で遊星爆弾による地球攻撃を開始し、巨大ミサイルや高速空母によるヤマトへの攻撃を指揮する。冥王星前線基地での戦いでは反射衛星砲でヤマトを苦しめるが、ヤマトの特別攻撃隊により冥王星前線基地を失う。シュルツと共に脱出した後、総統デスラーの「戦って死ね」という言葉を受けたシュルツの演説に感涙し、共にヤマトへ特攻を敢行するが、失敗して戦死する。

## 宇宙戦艦ヤマト 遥かなる星イスカンダル
PS用ゲーム『宇宙戦艦ヤマト 遥かなる星イスカンダル』では、シュルツや他の冥王星基地の面々と同様、肌の色が原作アニメのペールオレンジから他のガミラス人と同じ青色となっている。この変更についての詳細は、ガミラス帝国#ガミラス人を参照。
原作とは異なり途中からシュルツの命令で戦線を離脱し、ヤマトの脅威を伝えるべくガミラス本星に向かう。その途中でシュルツの兄であるコルサック（ゲームオリジナルキャラクター）やドメルと会い、ヤマトのデータを渡す。そして、異次元断層でドメルから拝領した小艦隊を率い、ヤマトに復讐戦を挑む。

## 宇宙戦艦ヤマト2199
『ヤマト』（以下、旧作）のリメイク作品である本作では、旧作と同様に冥王星前線基地副司令として登場するが、階級は少佐、ヴァルケ・シュルツと同じく植民惑星ザルツ出身の二等ガミラス人（コミック版ではザルツ星ハレイン出身）で、冥王星前線基地に赴任する以前から彼の副官を務めており、元々は共にエルク・ドメルの部下だったという設定に再構築されている。これらは、旧作当時の肌色もそのまま再現したいと考えた総監督の出渕裕により、「ガミラスが植民地化した他の惑星の住民を二級市民として取り立てている」という設定が追加されたためである。
容貌に大きな変更はないが、「ゲルフ・ガンツ」というフルネームが設定されている。若干消極的な面も見られた旧作と異なり、本作ではシュルツの忠実な副官として行動している。
劇中では第2話から登場。第6話で冥王星基地を破壊されてシュルツと共にシュバリエルで脱出した後、第8話でヤマトを追跡中にグレムト・ゲールから届いたデスラー魚雷に感動する。しかし、デスラー魚雷から出現したガス生命体はグリーゼ581に呑みこまれ、消滅してしまう。全責任を転嫁して怒鳴り散らすだけのゲールの通信を断ち切り、シュルツと共に最後までヤマトと戦う決意を見せたが、まもなくプロミネンスによって轟沈していく艦の中で、乗組員たちと共に「ザルツ万歳」と叫びながら散って行った。
漫画版（むらかわみちお）
シュルツのことをヴォル・ヤレトラーと共に父のように尊敬しているとされている。また、単行本第4巻において、少年期の回想シーンにローテというガールフレンド（幼馴染）または妹が登場している。なお、少年期の体形はスマートであった。